# László Szigeti
László Szigeti, né le 3 août 1957 et mort le 2 février 2022, est un homme politique slovaque.
Du 8 février 2006 au 4 juillet 2006, il exerce les fonctions de ministre de l’Éducation dans le deuxième gouvernement de Mikuláš Dzurinda. À ce poste, il a remplacé Martin Fronc, qui exerçait ces responsabilités depuis le 16 octobre 2002.
Il est, à partir du 7 mars 2011, et théoriquement jusqu'en 2013, membre du premier comité de surveillance du GECT Ister-Granum.